# Tmarus srisailamensis
Tmarus srisailamensis är en spindelart som beskrevs av Rao et al. 2006. Tmarus srisailamensis ingår i släktet Tmarus och familjen krabbspindlar. Inga underarter finns listade i Catalogue of Life.